# Zahra Ouaziz
Zahra Ouaziz (tiếng Ả Rập: زهرة واعزيز) (sinh ngày 20 tháng 12 năm 1969 tại Oulmes) là một vận động viên chạy đường dài người Maroc đã nghỉ hưu. Cô là người giữ kỷ lục châu Phi ở 3000 mét và 5000 mét.

## Sự nghiệp
Ouaziz đã phá kỷ lục châu Phi 5000 mét vào năm 1998, thời gian 14: 40,19. Kỷ lục đã bị đánh bại vào tháng 9 năm 2000 bởi Leah Malot của Kenya, kỷ lục mới là 14: 39.83.
Ouaziz đã tìm thấy nhiều thành công của mình trên đường đua, nhưng cô cũng đã giành được hai huy chương bạc tại Giải vô địch quốc gia xuyên quốc gia IAAF và cô là người chiến thắng của giải vô địch quốc tế năm 1999.

## Thành tích cá nhân tốt nhất
- 1500 mét - 4: 00.60 (1998)
- 3000 mét - 8: 26,48 (1999)
- 5000 mét - 14: 32,08 (1998)
- 10.000 mét - 34: 04.64 (1994)

## Thành tích
| Năm  | Giải đấu                             | Địa điểm              | Kết quả   | Khoảng cách    |
| ---- | ------------------------------------ | --------------------- | --------- | -------------- |
| 1994 | Jeux de la Francophonie              | Paris, Pháp           | 1         | 10000 mét      |
| 1995 | Giải vô địch thế giới                | Gothenburg, Thụy Điển | lần thứ 3 | 5000 mét       |
| 1998 | Giải vô địch quốc gia xuyên quốc gia | Thành phố Ma-rốc      | lần 2     | Xuyên quốc gia |
|      | Giải vô địch châu Phi                | Dakar, Sénégal        | 1         | 3000 mét       |
| 1999 | Giải vô địch trong nhà thế giới      | Maebashi, Nhật Bản    | lần 2     | 3000 mét       |
|      | Giải vô địch thế giới                | Seville, Tây Ban Nha  | lần 2     | 5000 mét       |
| 2000 | Giải vô địch quốc gia xuyên quốc gia | Vilamoura, Bồ Đào Nha | lần 2     | Xuyên quốc gia |